# Pittosporum morierei
Pittosporum morierei är en tvåhjärtbladig växtart som beskrevs av Eugène Vieillard och André Guillaumin. Pittosporum morierei ingår i släktet Pittosporum och familjen Pittosporaceae. Inga underarter finns listade.